# 대나무여우원숭이아과
대나무여우원숭이아과는 여우원숭이과의 아과이다. 대나무여우원숭이와 큰대나무여우원숭이를 포함하고 있다.

## 분류
- 영장목 (PRIMATES)
  - 곡비원아목 (Strepsirrhini)
    - 난쟁이여우원숭이과 (Cheirogaleidae)
    - 여우원숭이과 (Lemuridae)
      - 여우원숭이아과 (Lemurinae)
      - 대나무여우원숭이아과 (Hapalemurinae)
        - 대나무여우원숭이속 (Hapalemur)
          - 동부작은대나무여우원숭이 (Hapalemur griseus)
          - 서부작은대나무여우원숭이 (Hapalemur occidentalis)
          - 남부작은대나무여우원숭이 (Hapalemur meridionalis)
          - 알라오트라여우원숭이 (Hapalemur alaotrensis)
          - 황금대나무여우원숭이 (Hapalemur aureus)

        - 큰대나무여우원숭이속 (Prolemur)
          - 큰대나무여우원숭이 (Prolemur simus)

    - 족제비여우원숭이과 (Lepilemuridae) : 족제비여우원숭이
    - 인드리과 (Indriidae) : 양털여우원숭이, 시파카
    - 아이아이과 (Daubentoniidae) : 아이아이
    - 로리스과 (Lorisidae) : 로리스원숭이, 포토원숭이
    - 갈라고과 (Galagidae) : 갈라고원숭이

  - 직비원아목 (Haplorrhini) : 안경원숭이, 원숭이, 유인원

## 같이 보기
- 여우원숭이과